# Agamura
Agamura és un gènere de sauròpsids (rèptils) escatosos de la família dels gecònids. Es troba a l'Orient Mitjà (Iran, Pakistan i Afganistan).
Se'ls diuen dragons aranyes (traducció del nom comú en anglès) degut a les seves cames llargues i primes, són terrestres io nocturns, viuen en ambients desèrtics.